# Dicranophragma rufulum
Dicranophragma (Mixolimnomyia) rufulum là một loài ruồi trong họ Limoniidae. Chúng phân bố ở miền Cổ bắc.